# Paraclius maculifer
Paraclius maculifer är en tvåvingeart som beskrevs av Octave Parent 1939. Paraclius maculifer ingår i släktet Paraclius och familjen styltflugor. Inga underarter finns listade i Catalogue of Life.